# Saint-Germain-la-Blanche-Herbe
Saint-Germain-la-Blanche-Herbe is een gemeente in het Franse departement Calvados (regio Normandië). De plaats maakt deel uit van het arrondissement Caen. Saint-Germain-la-Blanche-Herbe telde op 1 januari 2022 2.493 inwoners.

## Geografie
De oppervlakte van Saint-Germain-la-Blanche-Herbe bedroeg op 1 januari 2022 2,63 vierkante kilometer; de bevolkingsdichtheid was toen 947,9 inwoners per km².
De onderstaande kaart toont de ligging van Saint-Germain-la-Blanche-Herbe met de belangrijkste infrastructuur en aangrenzende gemeenten.

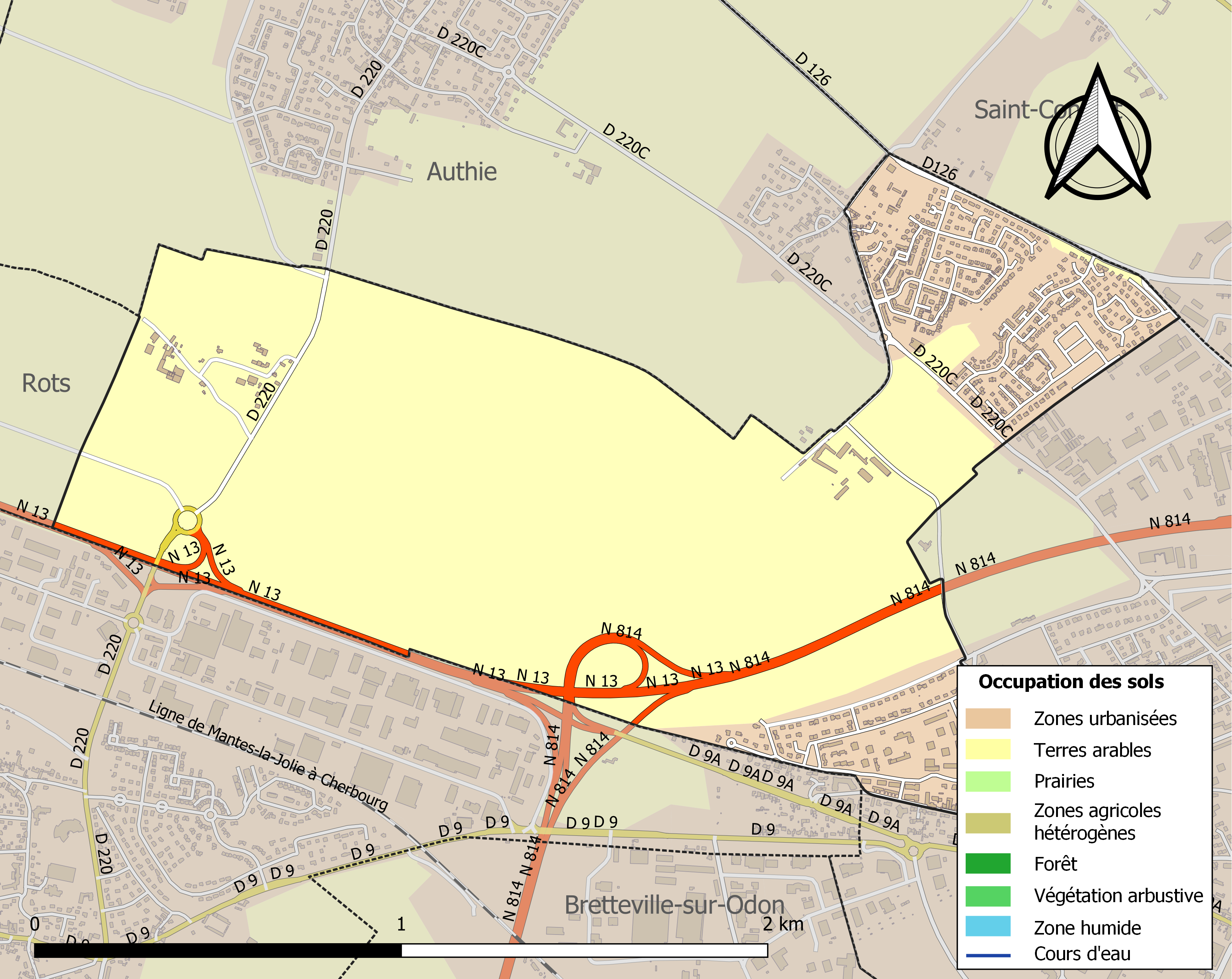

## Demografie
Onderstaande figuur toont het verloop van het inwonertal (bron: INSEE-tellingen).
Vanwege een beveiligingsprobleem met de MediaWiki Graph-software is het momenteel niet mogelijk deze grafiek weer te geven. Zodra de software is bijgewerkt zal de grafiek vanzelf weer zichtbaar worden.